# Сахарска газела
Сахарската газела (Nanger dama), наричана също газела дама, е вид бозайник от семейство Кухороги (Bovidae). Видът е критично застрашен от изчезване.

## Разпространение
Видът е разпространен в Мали, Нигер и Чад. Реинтродуциран е в Сенегал.
Регионално е изчезнал в Либия, Мавритания, Мароко, Нигерия и Тунис.